# Furacão Gordon (2006)
O furacão Gordon foi um forte furacão de categoria 3 na escala de furacões de Saffir-Simpson que cruzou Açores como um furacão de categoria 1, sendo o primeiro furacão a atingir diretamente os Açores desde 1991. Os remanescentes de Gordon afetaram também a Europa Ocidental. Gordon foi o oitavo ciclone tropical, o terceiro furacão e o primeiro grande furacão da Temporada de furacões no oceano Atlântico de 2006.

## História meteorológica
O desenvolvimento inicial deste sistema pode ser ligado ao furacão Florence. O sistema começou como uma onda tropical que estava imediatamente atrás de Florence na primeira semana de Setembro, que inicialmente foi absorvida pela enorme circulação ciclônica da então tempestade tropical Florence. Assim que Florence começou a se organizar e a mover-se para noroeste, a onda conseguiu se separar da circulação ciclônica de Florence e se organizar gradualmente apesar das condições iniciais hostis. Em 10 de Setembro, o sistema organizou-se suficientemente para ser declarado como a depressão tropical Sete a nordeste das Pequenas Antilhas. Com Florence bem afastado do sistema, as condições ficaram mais favoráveis para desenvolvimento e a depressão foi classificada como a tempestade tropical Gordon em 11 de Setembro enquanto movia-se para oeste.
As condições continuaram favoráveis assim que Gordon seguia através de uma fissura numa área de alta pressão perto de Açores, permitindo-lhe a evitar a costa. Gordon continuou a se fortalecer, tornando-se um furacão em 12 de Setembro. O sistema se organizou rapidamente, tornando-se um furacão de categoria 2 menos de 24 horas depois. O desenvolvimento rápido continuou em 13 de Setembro e naquela noite, Gordon fortaleceu-se para um grande furacão (categoria 3) - o primeiro da temporada de 2006 - enquanto mantinha um tamanho muito pequeno. Gordon continuaria como um grande furacão antes de encontrar águas frias que começaram a afetar o sistema. A partir do começo da madrugada de 15 de Setembro, Gordon começou a se enfraquecer gradualmente.
As correntes de vento se enfraqueceriam também e Gordon tornou-se um sistema quase estacionário por cerca de 24 horas antes que um cavado chegaria e enviaria Gordon para nordeste. Na manhã de 16 de Setembro, Gordon era apenas um furacão de categoria 1 e foi previsto que o sistema iria se enfraquecer sobre as águas frias. Entretanto, isto não aconteceu, e Gordon começou a realmente se fortalecer ligeiramente enquanto movia-se para nordeste e também ficou mais bem organizado. Esta tendência continuou por cerca de 48 horas e Gordon tornou-se um furacão de categoria 2. Enquanto que as previsões mostravam constantemente uma tendência de enfraquecimento, também mostravam que Gordon poderia passar sobre Açores como um ciclone tropical. Gordon alcançou seu segundo pico de intensidade com ventos constantes de 165 km/h na manhã de 19 de Setembro, antes de se enfraquecer ligeiramente.
Apesar de tudo, Gordon manteve-se como um furacão assim que cruzou os Açores. Pouco depois. Gordon se enfraqueceu e tornou-se um sistema extratropical. Os remanescentes de Gordon então começaram a se interagir com uma grande área de baixa pressão no Oceano Atlântico a oeste da Irlanda e com uma zona frontal que se estendia para o sul. Gordon então começou a seguir em direção da parte noroeste da Península Ibérica e então em 21 de Setembro, Gordon começou a seguir em direção às Ilhas Britânicas. Na manhã de 22 de Setembro, Gordon foi completamente absorvida pela área de baixa pressão atlântica.

## Preparativos

Os furacões Gordon (topo) e Helene em 18 de Setembro.

### Açores
Sendo esperada a chegada de Gordon, todas as nove ilhas de Açores foram postas em alerta vermelho pelo governo português e todos os residentes foram avisados a fazerem os preparativos de emergência. O Serviço Meteorológico dos Açores emitiu avisos de furacão para todas as ilhas. O diretor da agência da defesa civil António Cunha fechou todas as escolas como uma medida precautiva. Pescadores foram ordenados a ficarem em terra. Residentes foram alertados a ficarem em locais abrigados, a fecharem todas as janelas e portas, a limparem todas as drenagens e a moverem todo o estoque essencial para áreas protegidas. Meteorologistas alertaram que os ventos poderiam passar de 170 km/h e que as chuvas poderiam ser torrenciais. Também alertaram que as ondas poderiam passar de 12 metros de altura, varrendo as áreas costeiras.

### Espanha
Na Espanha, a região da Galiza foi posta em alerta vermelho - o nível mais alto - por autoridades como preparativo da chegada dos remanescentes extratropicais de Gordon. As aulas foram suspensas em 21 de Setembro pelo ministro regional da educação. Outras 11 regiões da Espanha, incluindo Madrid, localizada bem ao leste da trajetória prevista de Gordon e Andaluzia, localizada bem ao sul da trajetória de Gordon foram postos em alertas mais baixos.

### Ilhas Britânicas

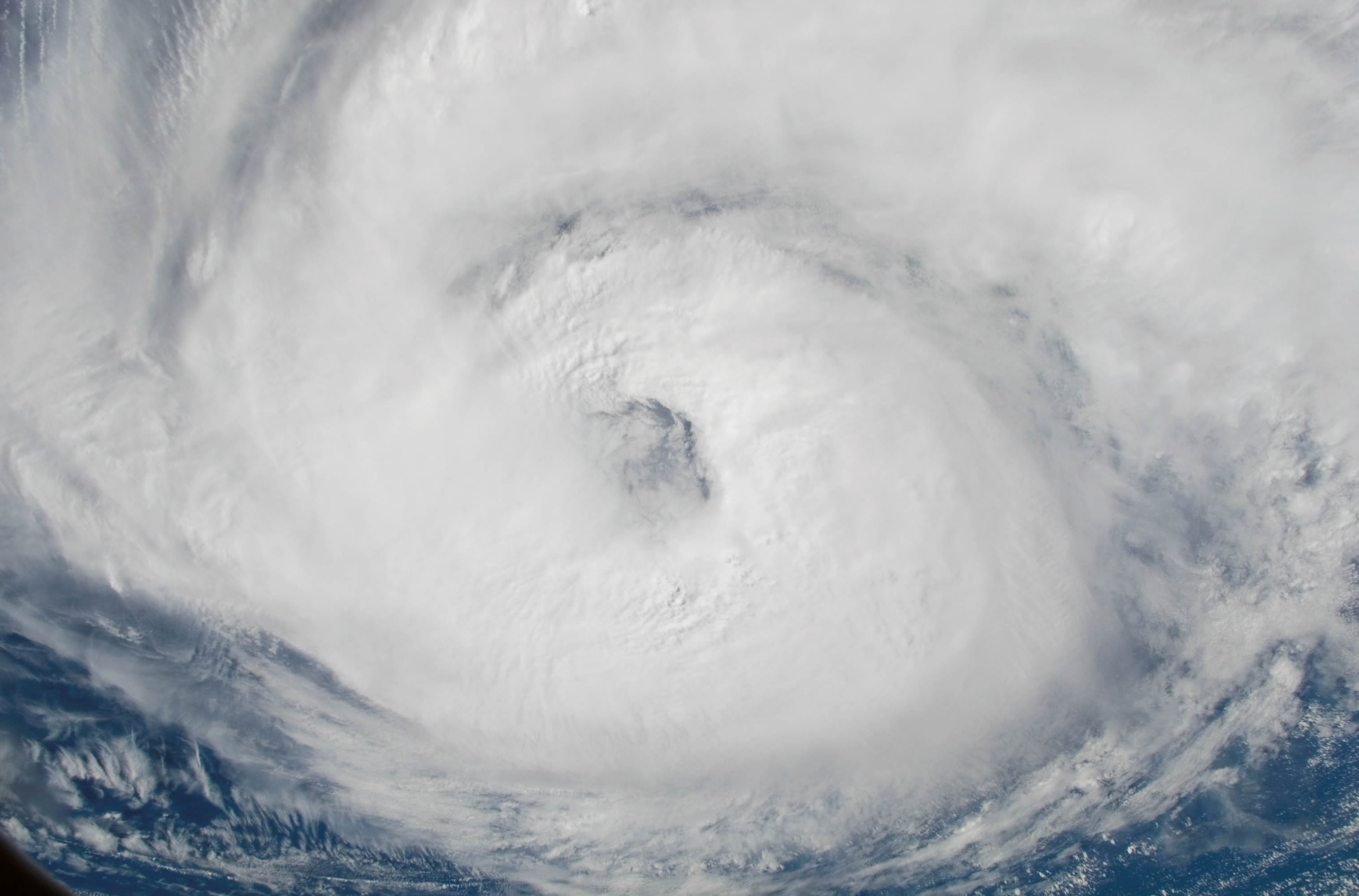
O furacão Gordon como visto do Ônibus Espacial Atlantis (STS-115) em 17 de Setembro.

Era esperada condição tempestuosa dos remanescentes de Gordon que afetariam o 2006 Ryder Cup em Straffan, no Condado de Kildare, Irlanda, lançando medo de que o evento seria grandemente interrompido ou adiado> Ventos e chuvas fortes associados com outros sistemas já tinham causado danos, causando o adiamento de toda a segunda rodada do evento. Isto levou a preocupações sobre o possível estado de percurso no momento do próprio campeonato que começaria e 22 de Setembro, levando a possibilidade de interrupções adicionais e a possível mudança de regras.
Em 19 de Setembro, foi relatado que os remanescentes de Gordon causariam ventos fortes e chuvas em partes do Reino Unido. O Serviço de Meteorologia do Reino Unido disse que um "período de fortes ventos" com "ventanias intensas excepcionais" era esperado para a maior parte da Irlanda do Norte e Escócia. Foi esperado que a Irlanda do Norte iria receber o pior da tempestade, sendo que as ventanias iriam passar de 128 km/h. Também havia avisos de enchente localizada, sendo que era esperado que a precipitação acumulada chegasse a 50 mm. Além do mais, País de Gales e o oeste da Inglaterra foram alarmados que os ventos passariam de 80 km/h.

## Impactos

### Açores
Não houve danos significativos nos Açores. havia somente relatos de árvores e linhas de transmissão de eletricidade caídos, levando a interrupção do fornecimento de eletricidade em algumas comunidades, particularmente na Ilha de Santa Maria.

### Espanha
Gordon atingiu a província da Galiza, no noroeste da Espanha como um ciclone extratropical em intensificação no começo da madrugada de 21 de Setembro. Rajadas de vento de mais de 165 km/h foram testemunhados em Fisterra. Mesmo perto de Madri, foram relatados ventos de 107 km/h em Punto Navacerrada. Chuvas fortes, chegando a 65,5 mm em Canfranc, afetaram boa parte da Espanha. A pressão atmosférica caiu para 989,7 em A Coruña. Ondas de até 7 metros também foram registradas.  Árvores, semáforos, conteineres e placas de trânsito também foram derrubados pelos ventos fortes. Um homem foi ferido devido à queda de uma árvore em seu carro. Em geral, os danos foram mínimos mas algumas rodovias foram bloqueadas.

### República da Irlanda
Em 20 de Setembro rodadas de treinamento do Ryder Cup foram temporariamente adiadas devido aos fortes ventos, mas mapas da Met Office mostravam que o sistema mostrado no mapa uma área de baixa pressão diferente a de Gordon.
Os remanescentes de Gordon causaram condições tempestuosas no final de 21 de Setembro, sendo que em 1.500 casas, o serviço de fornecimento de eletricidade foi interrompido. As áreas mais duramente afetadas foram a costa oeste entre Drogheda e Wexfort e no sul perto de Cork e Limerick.
No começo da madrugada de 21 de Setembro, uma mulher que ajudava a organizar o Ryder Cup no Condado de Kildare foi ferida depois que um galho de árvore caiu perto do carrinho de golf em que ela estava. Além do mais, o centro de imprensa do evento foi evacuado também devido aos fortes ventos. Entretanto, os portões foram abertos às 06:00 de 22 de Setembro, como foi planejado originalmente e o primeiro dia do campeonato seguiu a frente sem maiores interrupções.

### Reino Unido
Os remanescentes de Gordon atingiram o sudoeste da Grã-Bretanha no final de 21 de Setembro. Uma rajada de vento de 130 km/h foi registrada. Linhas de fornecimento de eletricidade foram derrubadas e mais de 1.000 casas ficaram às escuras em Truro, Cornualha, Inglaterra. Em Devon, a linha ferroviária entre Exeter e Plymouth foi danificada por ondas fortes em Dawlish, causando a interrupção dos serviços. Uma árvore caiu sobre um trailer em Yeoford, mas não houve feridos.
Rajadas de vento de mais de 120 km/h afetaram a Irlanda do Norte durante a noite de 21 e 22 de Setembro. Mais de 100.000 casas ficaram sem eletricidade assim que árvores derrubaram linhas de transmissão. Árvores caídas causaram danos generalizados: no Condado de Down, várias pessoas tiveram que ser regatadas de seus veículos depois que árvores caíram neles; foram relatados enchentes em Rostrevor. Várias rodovias através da província foram bloqueadas por árvores caídas, incluindo a M1 motorway e as rodovias principais entre Derry e Belfast e Coleraine. O Foyle Bridge em Derry também foi bloqueada por duas horas em 22 de Setembro devido aos ventos fortes.
Na Escócia, ventos fortes levaram ao cancelamento do serviço de balsa entre Stranraer e Cairnryan. Caminhões na rodovia A375 foram forçados a estacionar no acostamento devido às condições climáticas perigosas.
Um efeito positivo dos remanescentes extratropicais de Gordon foi observado em Newquay, Cornualha, onde grandes ondas e swells de mais de 2,5 m deixaram excelentes as condições para a prática de surf.